# Geerda Johanna van Selms
Geerda Johanna van Selms (Grijpskerke, 27 mei 1913 – Doorn, 19 februari 1998) was bestuurslid van de Nederlandse Bond van Plattelandsvrouwen en presidente van de ACWW, de internationale organisatie van plattelandsvrouwen (Associated Country Women of the World). Zij was gehuwd met mr. Roelof Johannes van Beekhoff (1908–1975), burgemeester en dijkgraaf. In haar actieve periode werd zij veelal aangeduid als Mevr. G.J. van Beekhoff - van Selms.

## Biografie
Geerda van Selms groeide op in Grijpskerke, als oudste van de twee kinderen van predikant Jan Adam van Selms (1881–1972) en Wilhelmina Gijsbartha van Klaveren (1881–1975). In 1922 verhuisde het gezin (zij had inmiddels een jongere broer) naar Nijmegen, waar haar vader was beroepen. Als gevolg van een pokkeninenting werd zij als tiener ernstig ziek – daarom verbleef zij een jaar op een internaat in Neuchâtel (Zwitserland). Haar verpleegstersopleiding aan het Utrechts Diaconessenhuis beëindigde zij om in 1937 in het huwelijk te treden met Roelof Johannes van Beekhoff. Van Beekhoff werd in 1939 burgemeester van Zoelen, tot 1978 een zelfstandige gemeente waartoe ook de dorpen Kerk- en Kapel-Avezaath behoorden. Het echtpaar ging wonen in Kerk-Avezaath. In 1943 werd hun zoon Diederik geboren.
Al vóór de Tweede Wereldoorlog zette mevrouw Van Beekhoff-van Selms zich in voor de in 1930 opgerichte Nederlandse Bond van Boerinnen en andere Plattelandsvrouwen – zij stichtte enkele plaatselijke afdelingen van deze organisatie die met lezingen en cursussen de culturele, maatschappelijke, hygiënische en economische situatie op het platteland probeerde te verbeteren, en die uitging van het principe dat bij uitstek de vrouwen daartoe het meest effectieve pad vormden.
In 1946 nam de vereniging een nieuwe naam aan: Nederlandse Bond van Plattelandsvrouwen (NBvP). Geerda van Beekhoff-van Selms deed veel om deze naam groot te maken. In 1951 werd zij bestuurslid van afdeling Gelderland. Een jaar later werd zij lid van het Nederlands hoofdbestuur. Vanuit die positie zette zij haar schouders niet alleen onder de activiteiten in Nederland, maar ook onder de zaak van de internationale samenwerking. In 1953 was zij Nederlands afgevaardigde bij het internationale ACWW-congres in Toronto. In 1955 werd zij voorzitster van de NBvP – in dat zilveren-jubileumjaar vond zij Koningin Juliana bereid de rol van beschermvrouwe van de NBvP op zich te nemen.
Onder Van Selms' leiding kwam het voorlichtingswerk tot bloei. Zij benadrukte het belang van het vrijwillige karakter van dit voorlichtingswerk: "Het is juist de basis van vrijwilligheid die onze organisatie zo krachtig en levensvatbaar heeft gemaakt" (jaarverslag 1955, 42). Als NBvP-presidente nam Van Selms zitting in het bestuur van andere vrouwenorganisaties, zoals het Nederlands Vrouwen Comité. Tijdens haar voorzitterschap trad zij in 1957 enkele maanden op als NBvP-vertegenwoordigster bij de Londense ACWW-afdeling. Geleidelijk trok zij zich als Nederlands bestuurslid terug, om in 1959 presidente te worden van de ACWW.
Het ACWW-presidentschap oefende zij zes jaar lang uit, tot 1965. Zij verhoogde de ambitie van het door haar zo gaarne gestimuleerde voorlichtingswerk tot het bereiken van ontwikkelingsgebieden over de hele wereld. Dat deed zij door middel van contacten met de Food and Agriculture Organization (FAO) en de Unesco. Zij bezocht onder meer de Verenigde Staten, Australië, Nieuw-Zeeland, India, Zuid-Afrika, Tanzania en de Filipijnen. Vaak was zij te vinden in Londen (hoofdkantoor ACWW) en Rome (hoofdkantoor FAO). Niettemin bleef de Betuwe haar zeer lief. Aan de reeks "... in oude ansichten" die begin zeventiger jaren bij uitgeverij Europese Bibliotheek verscheen, droeg zij twee deeltjes bij: "Zoelen in oude ansichten" (1972) en "de Avezathen en Wadenoijen in oude ansichten".
In 1974 werd mevrouw Van Beekhoff-van Selms benoemd tot Officier in de Orde van Oranje-Nassau. Een jaar later stierf haar echtgenoot, die in 1971 het burgemeestersambt had neergelegd maar tot zijn dood in 1975 dijkgraaf van Neder-Betuwe was gebleven. Over haar laatste levensjaren is weinig bekend. Geerda van Selms stierf in 1998 in Doorn. Zij werd begraven in Zoelen, bij haar echtgenoot. Hun zoon stelde het archief van zijn ouders (vooral verzameld door zijn moeder) ter beschikking van het Regionaal Archief Rivierenland.

## Onderscheiding
- (1974) Officier in de Orde van Oranje-Nassau

## Achtergrondmateriaal
- Kloek (ed.), Els, Anna de Haas (februari 2013). 1001 vrouwen uit de Nederlandse geschiedenis. Vantilt, Nijmegen, pp. 1556. ISBN 978 94 6004 141 9. lexiconnummer 940
- Maas, Fernie, Geerda Johanna van Selms. Digitaal Vrouwenlexicon van Nederland. Gearchiveerd op 14 november 2022.